# NGC 269

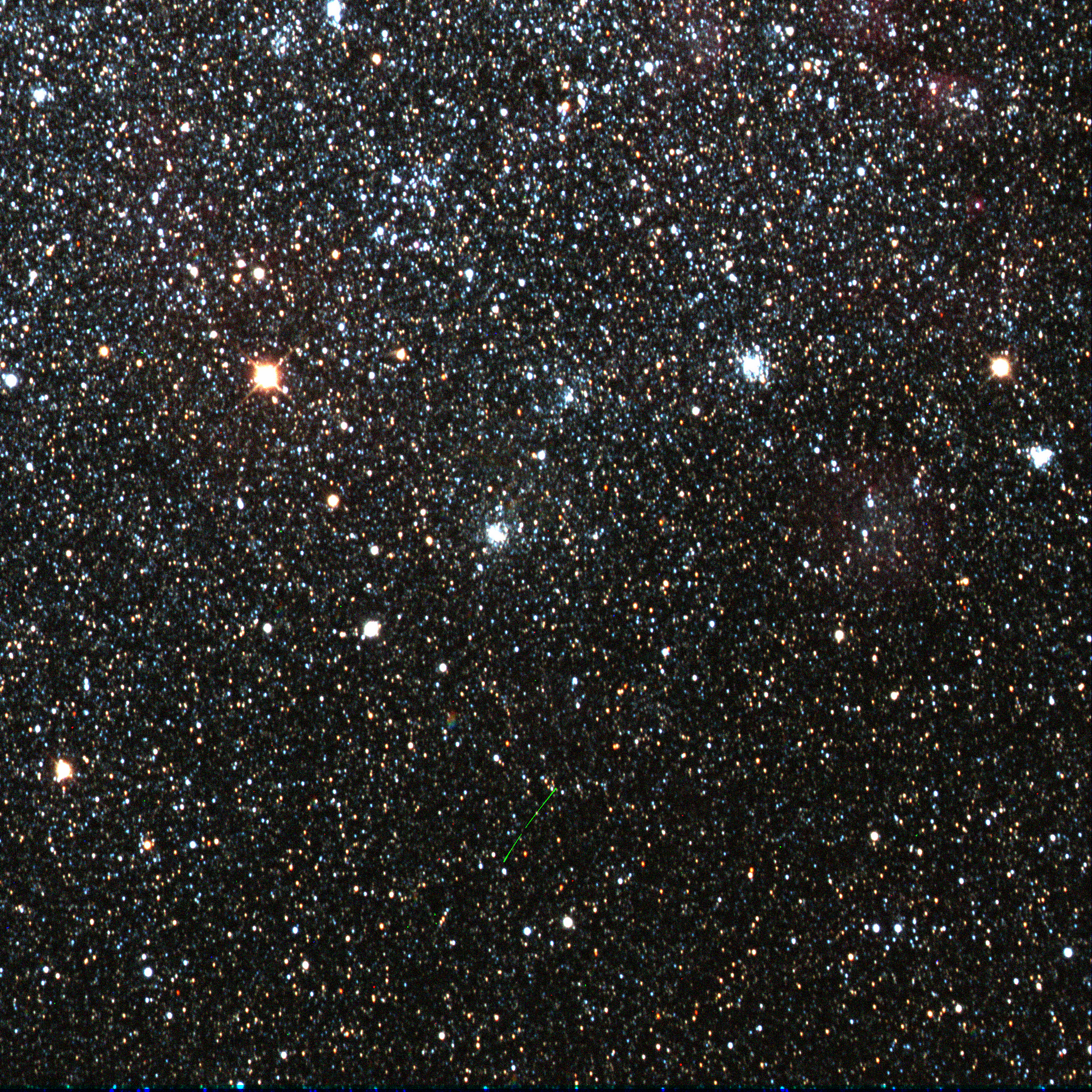
NGC 269 en la SMC

NGC 269 es un cúmulo abierto, ubicado en la Pequeña Nube de Magallanes (PNM), se encuentra en la constelación de Tucana.
NGC 269 fue descubierta por el astrónomo británico John Herschel en 1836.
Está aproximadamente a una distancia idéntica que la Pequeña Nube de Magallanes, a unos 199 000 años luz, tiene una magnitud visual de 13.05 y una ascensión recta de 00h 48m 22sy una dimensión aparente de 1,2 X 1,2.